# Еврейское кладбище Судярвес
Еврейское кладбище Судярвес — единственное ныне действующее еврейское кладбище в Вильнюсе (Литва). Расположено в Салтонишкес между улицами Озо, Виршулишкю и Лайсвес. Земля кладбища была изначально законно куплена еврейской общиной и принадлежит ей. (После восстановления Независимости Литвы, несмотря на новые законы, акта о продаже-покупке земельного участка на котором расположено кладбище никто не отменял.)
Еврейская община Вильнюса купила землю для трёх кладбищ: Шнипишкского (Šnipiškės), Зареченского (Užupio) и данного в районе улицы Судярвес (Sudervės) — часть последнего по неизвестной причине в советские времена была передана общинам других конфессий
25 июня 2006 года вандалы разрушили 19 надгробных памятников. 7 сентября 2006 года на кладбище были осквернены несколько десятков могил и разрушено 17 надгробных памятников. Преступление вандалов резко осудил президент Литвы, председатель Сейма, глава правительства, представители посольств США и Германии, а расследование полиции результатов не дало.